# Бит (информатика)
 Тази статия е за термина от информатиката.  За думата за начин на живот вижте Бит.  
Bit пренасочва насам.  За ТВ канала, вижте BiT.
Бит (на английски: bit) е най-малката информационна единица за измерване на количеството информация от нейното вътрешно представяне в компютрите. Думата е създадена като съкращение на binary digit – „двоична цифра“. Изразява се само с две различни стойности, отбелязвани най-често като 0 или 1. Бележи се с bit или (по-неправилно) с малката латинска буква b.

## Възникване на наименованието
Терминът „бит“ е предложен от John Tuckey по аналогия на информационната единица за десетично кодирана информация „дит“ (decimal digit).

## Единици, кратни на бит
В практиката се използват различни единици за информация, които са кратни на бит, като байт (8 бита), килобит (равен или на 1000 бита, или (по-неправилно) на 210 = 1024 бита), мегабит (равен или на 1 000 000, или (по-неправилно) на 220 = 1 048 576 бита), и т.н. (виж таблицата).
Компютрите обикновено обработват битовете на групи с фиксирана големина, условно наречени „думи“. Броят на битове в една дума варира в зависимост от модела на компютъра, обикновено между 8 до 80 бита, или дори повече при някои специализирани машини.
Международните организации ISO и IEC с общия си стандарт ISO/IEC 80000 определят, че символът за означаване на единицата за информация трябва да бъде „bit“, и същият символ трябва да се използва във всички кратни на единицата, например „kbit“ (за килобит). Въпреки това широко се използва и малката буква „b“ (например „kb“ за килобит). Главната буква „B“, както по стандарта, така и в практиката, е символ за означаване на байт.
В телекомуникациите (включително и в компютърните мрежи), скоростта за предаване на данни обикновено се измерва в единицата „бит за секунда“ (bit/s) или в нейни кратни, например kbit/s. Тази единица не бива да се бърка с бод (baud) – единица за броя на импулсите за една секунда.

## Представяне
Битовете могат да се представят по различни начини. В съвременните компютърни устройства битът обикновено е под формата на импулс на електрически ток или напрежение, или на електрическо състояние на тригер. За устройства, ползващи положителна логика, цифровата стойност 1 е представена с положително напрежение спрямо електрическата земя (до 5 V в случая на TTL логика), а цифровата стойност 0 се представя с 0 V.